# ویتیس کیگنتیا
ویتیس کیگنتیا (نام علمی: Vitis coignetiae) نام یک گونه از سرده انگوری‌ها است.

## نگارخانه

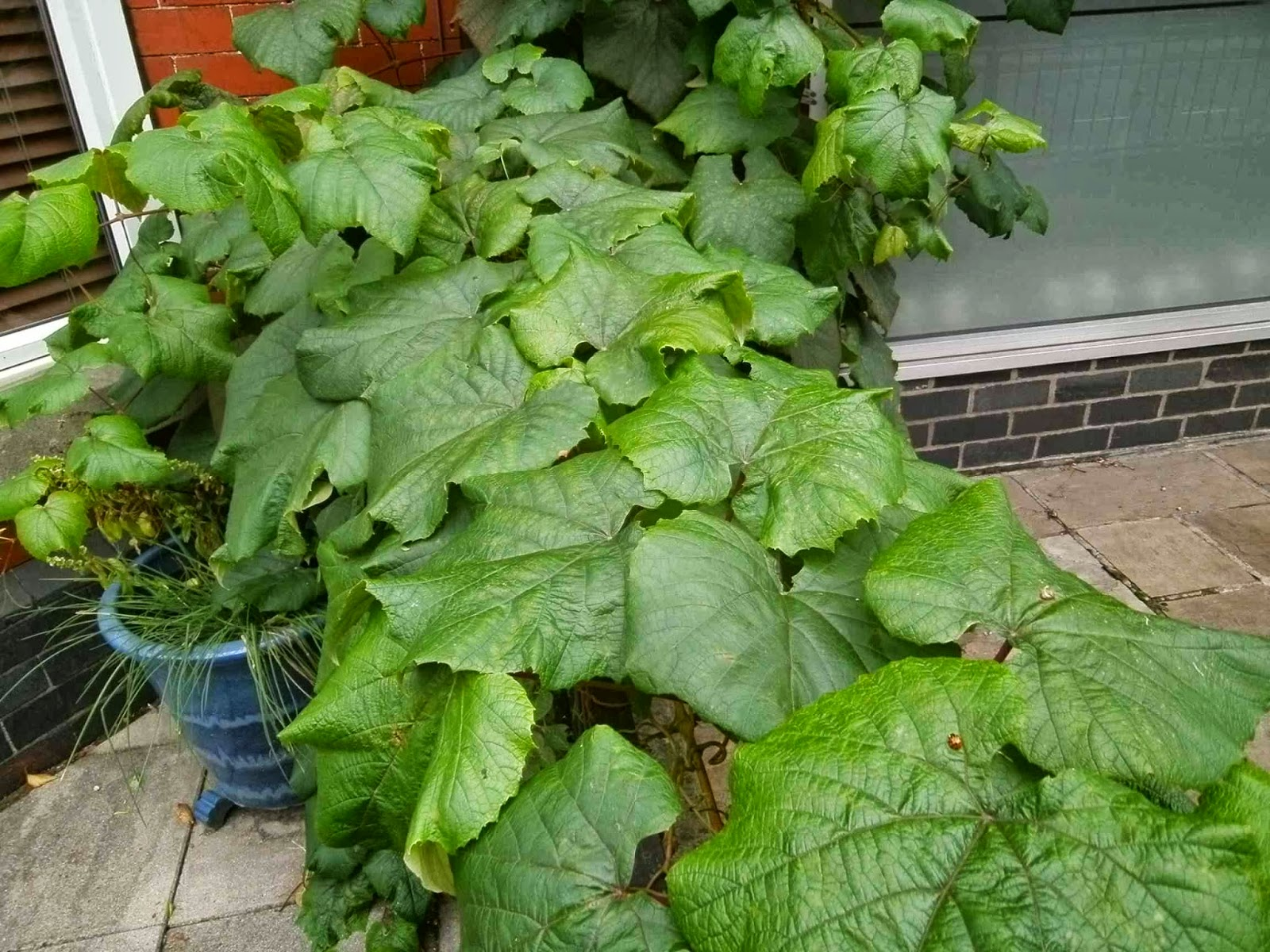
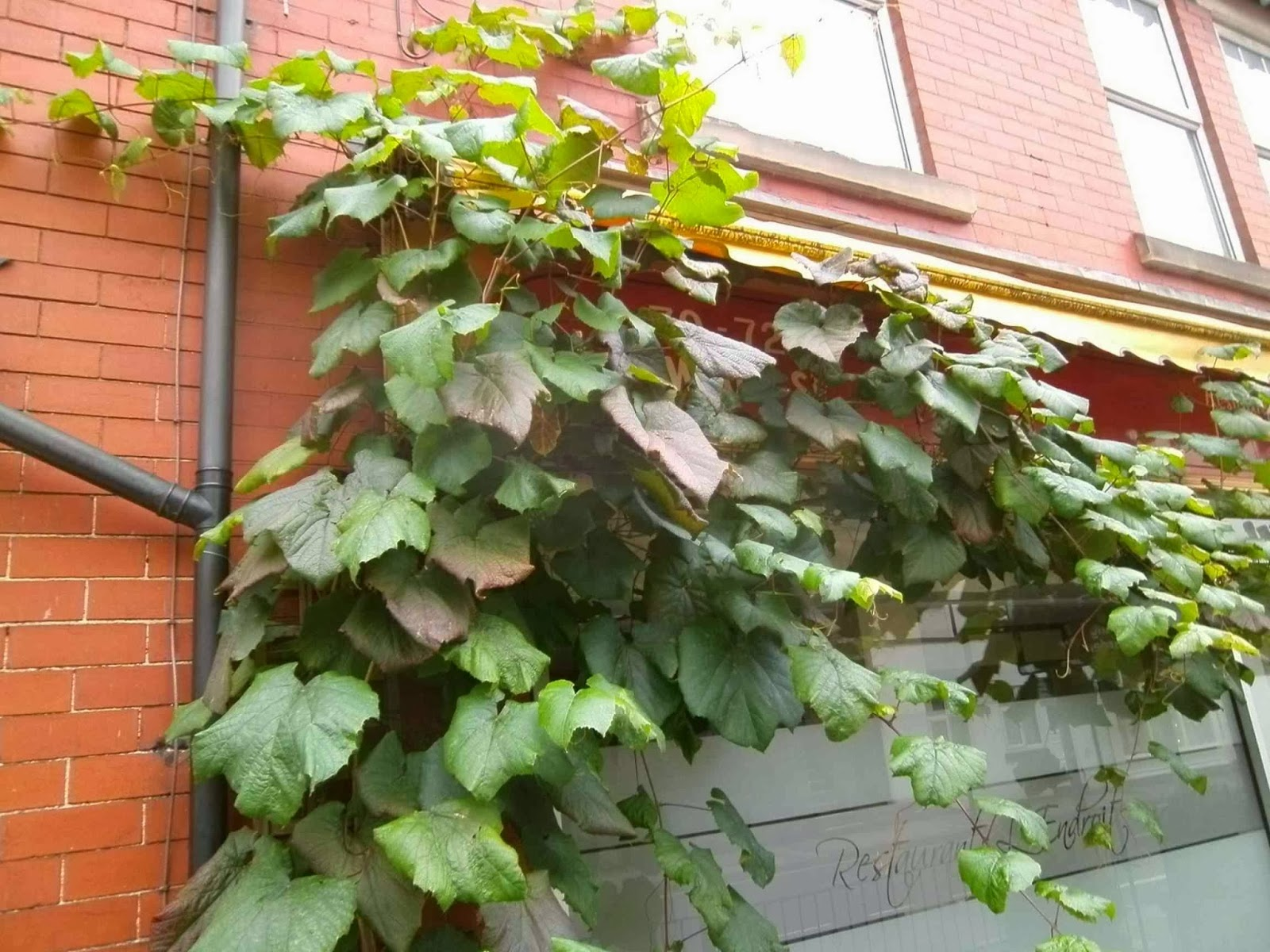
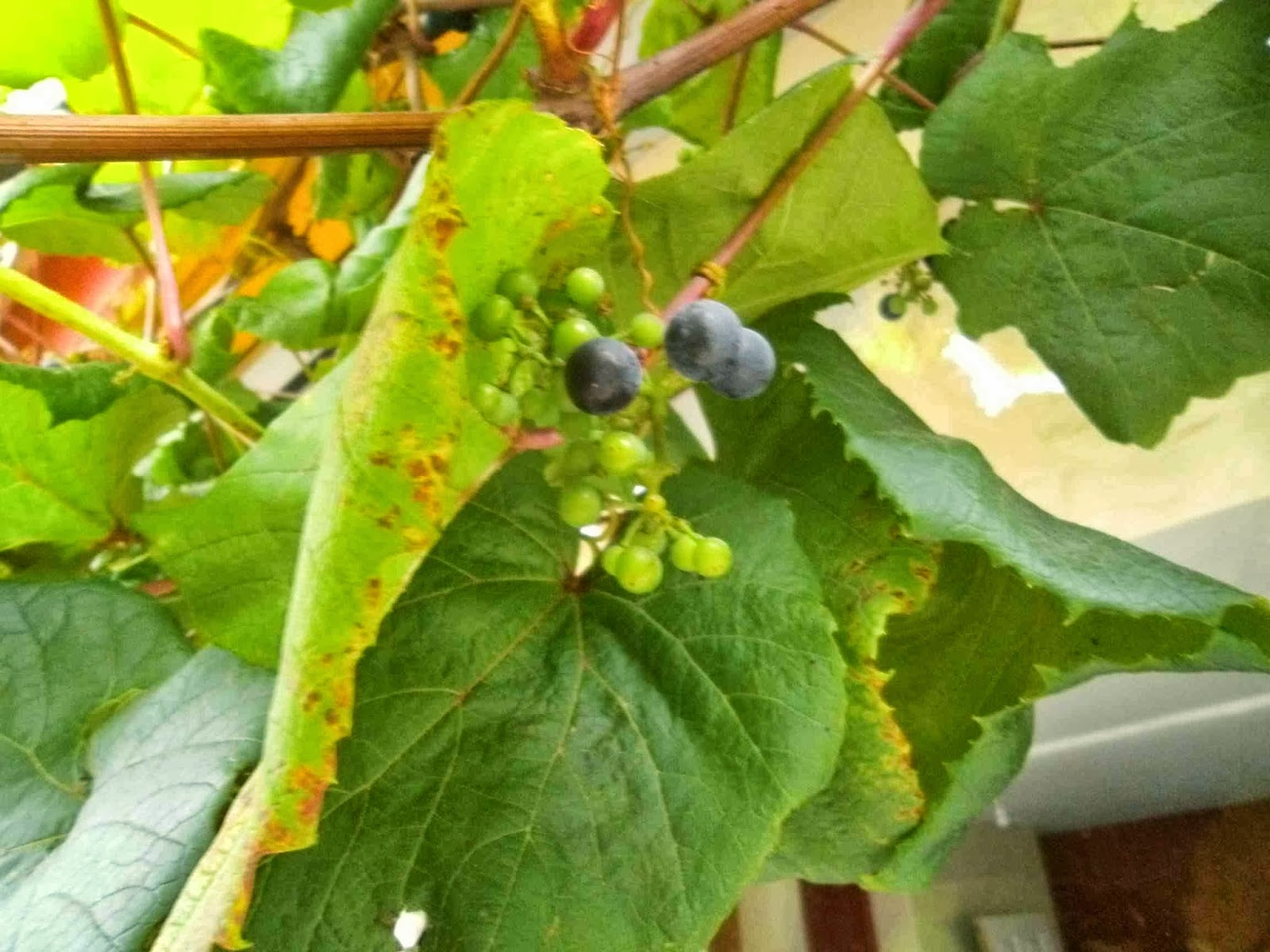
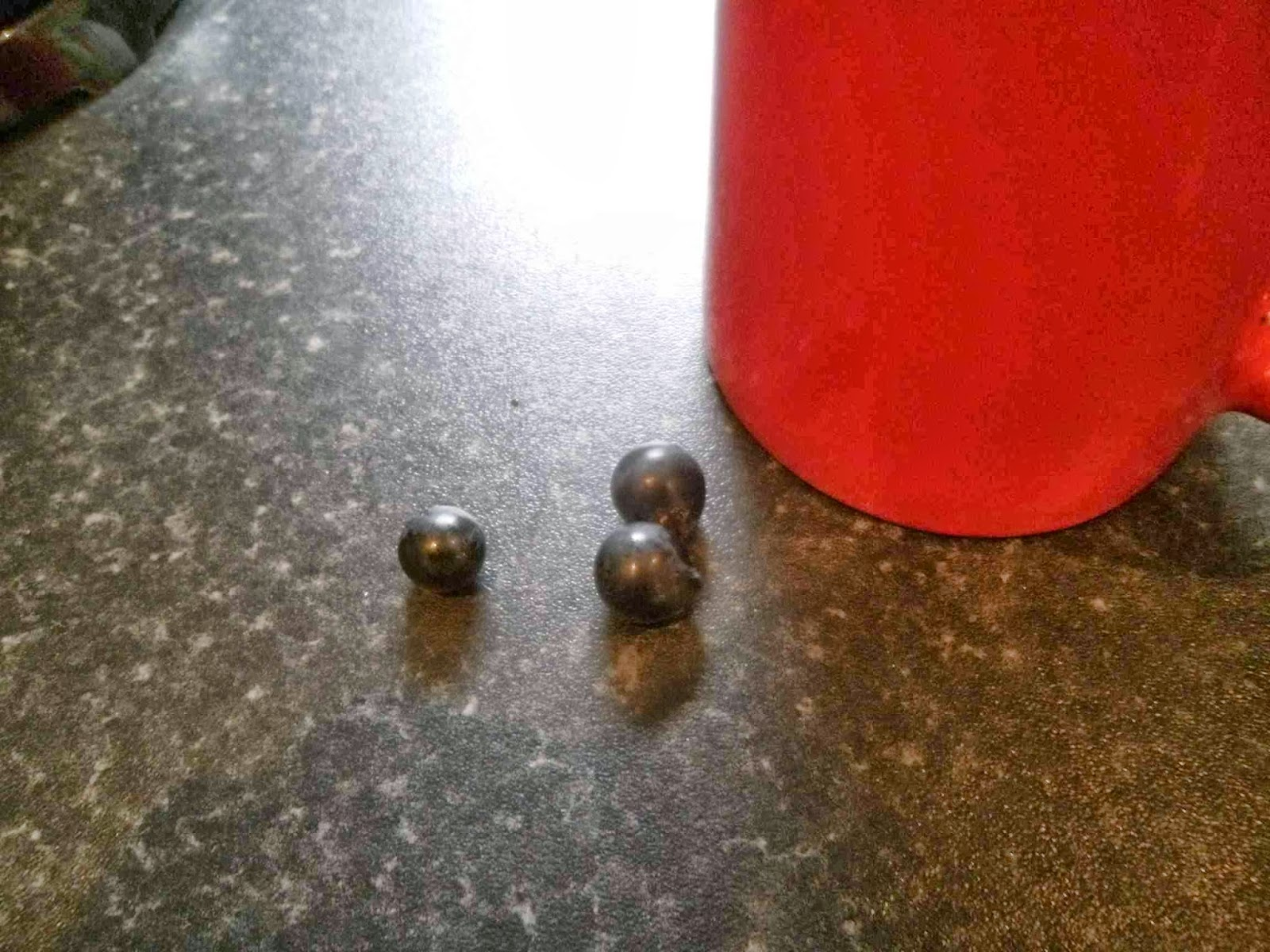
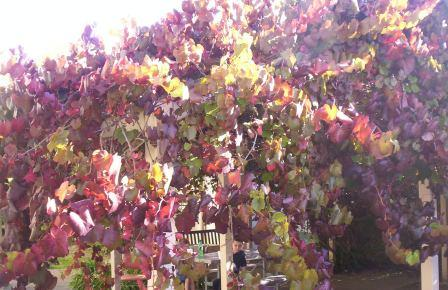
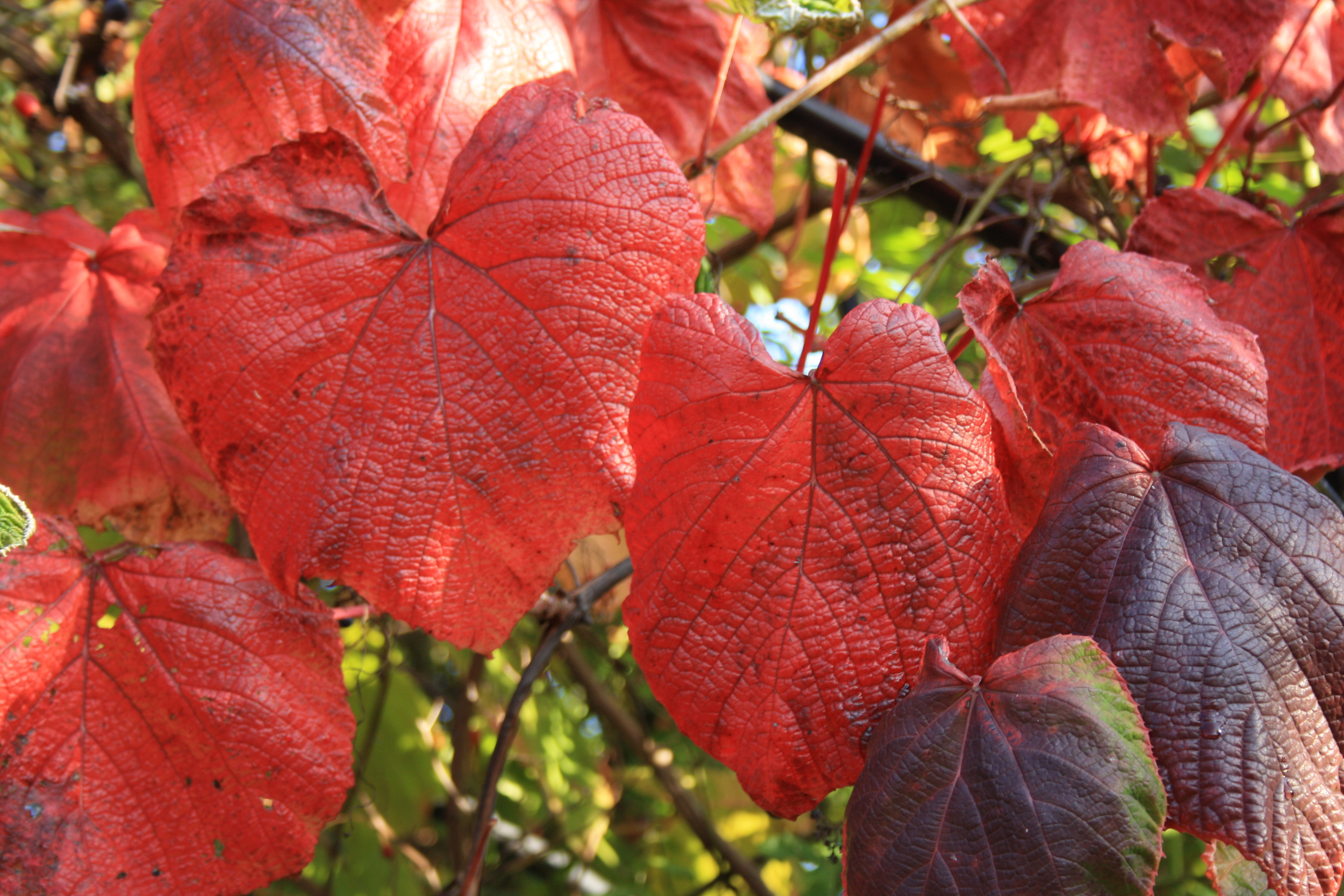